# Église Saint-Louis d'Oran
Pour les articles homonymes, voir Saint-Louis et Église Saint-Louis.
L'église Saint-Louis d'Oran est un lieu de culte catholique historique de la ville d'Oran, auparavant une mosquée avant sa conversion par les Espagnols.

## Historique
C'est une ancienne mosquée, convertie en église par le Cardinal Cisneros en 1509, lors de la prise de la ville par les Espagnols. Elle est alors dénommée Santa-Maria-de-las-Victorias et connait des aménagements pour devenir une chapelle. Une première prise de la ville par la régence d'Alger (1708-1732), l'oriente à nouveau vers le culte musulman ou juif selon certaines sources,.
Elle redevient un lieu de culte catholique lors de la seconde conquête espagnole (1732-1791), mais elle est dévastée par le tremblement de terre de 1790. Lors de La deuxième période algérienne (1790-1830), l'église et une grande partie de la vieille ville espagnole, abîmées par le tremblement de terre de 1790, sont délaissées faute de moyens,.
En 1834, lors de la conquête française, l'abside et le chœur de l'ancienne chapelle espagnole sont encore debout. Voulant reconstruire l'église espagnole c’est d’abord un clocher-campanile rappelant les églises italiennes et les églises romanes du XIIe siècle qui est érigé. En 1835, les Français la renomment Sainte-Marie-de-la-Patience, sans intervention architecturale majeure sur l’église espagnole.
En 1847, est lancé un agrandissement plus ambitieux de l'église. Un double bas-côté est ajouté au plan espagnol en vue d’une extension. Mais c'est en 1869 que Sainte-Marie-de-la-Patience devient la Cathédrale Saint-Louis avec une extension radicale et le passage à un plan à cinq nefs pour répondre à la croissance de la population d'origine européenne de la ville. Le style dominant est alors romano-byzantin pour s'inscrire dans l'histoire de la chrétienté en Afrique du Nord. L'ancienne abside est ornée au niveau de la clé de voûte d’une pierre trouvée dans les ruines de l’ancienne église espagnole. Cette pierre porte les armes du cardinal Jiménes.
La seconde cathédrale d’Oran, le Sacré-Cœur, inaugurée en 1913, supplante comme cathédrale de la ville le bâtiment qui devient dès lors connu comme l' « église » Saint Louis d'Oran.
L'édifice est actuellement fermé. Jusqu’aux années 2000, il a servi d’abri à des familles démunies qui ont ensuite été relogées. Le bâti est dans un état de délabrement avancé, mais a bénéficié de mesures d’urgence en 1956 et en 1967, en vertu de son classement au titre de monument historique. La prise en charge reste toutefois insuffisante malgré sa situation sur la route du site de Santa Cruz, plus valorisé d'un point de vue patrimonial et touristique.[réf. nécessaire]

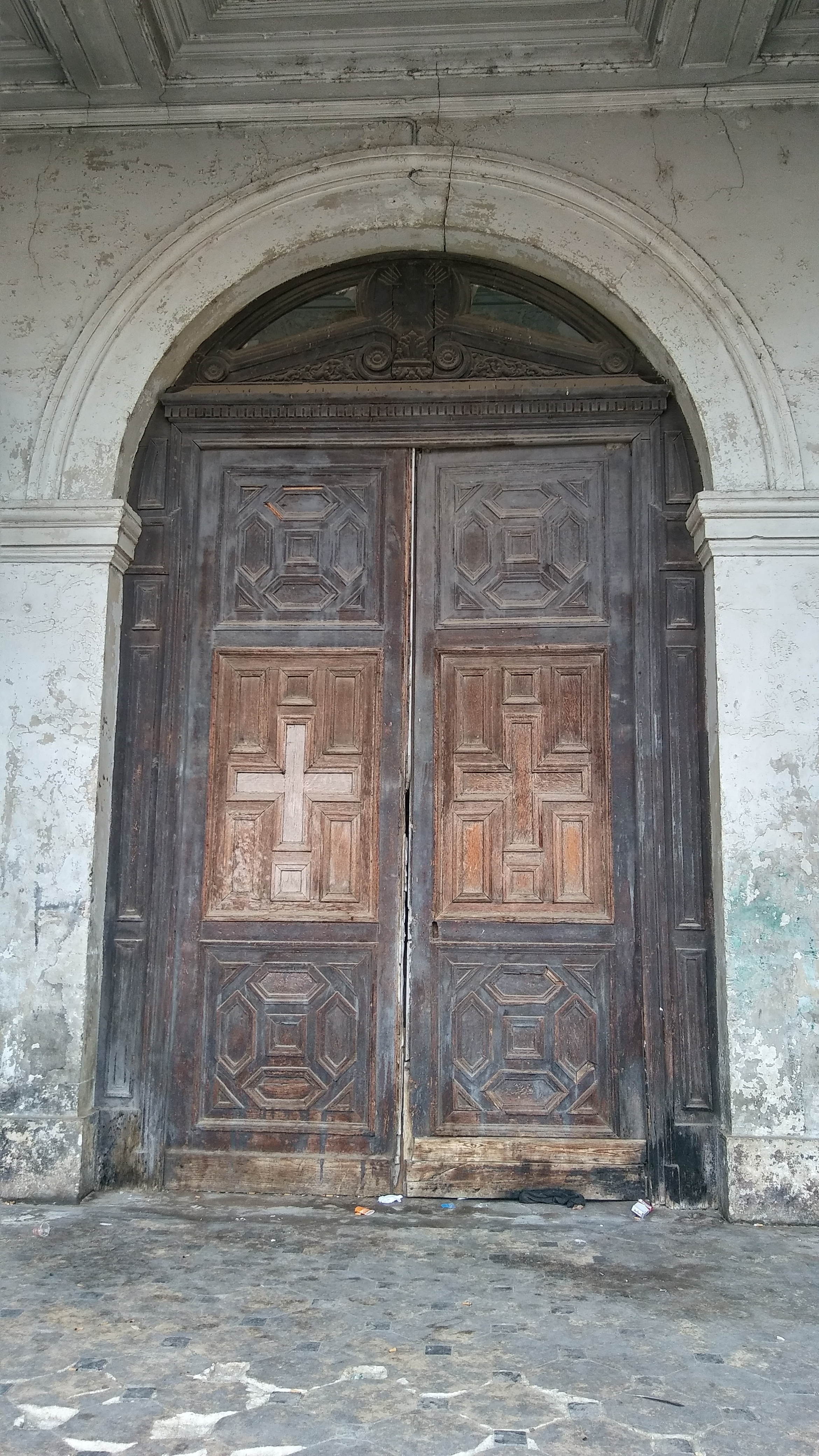
Porte d'entrée
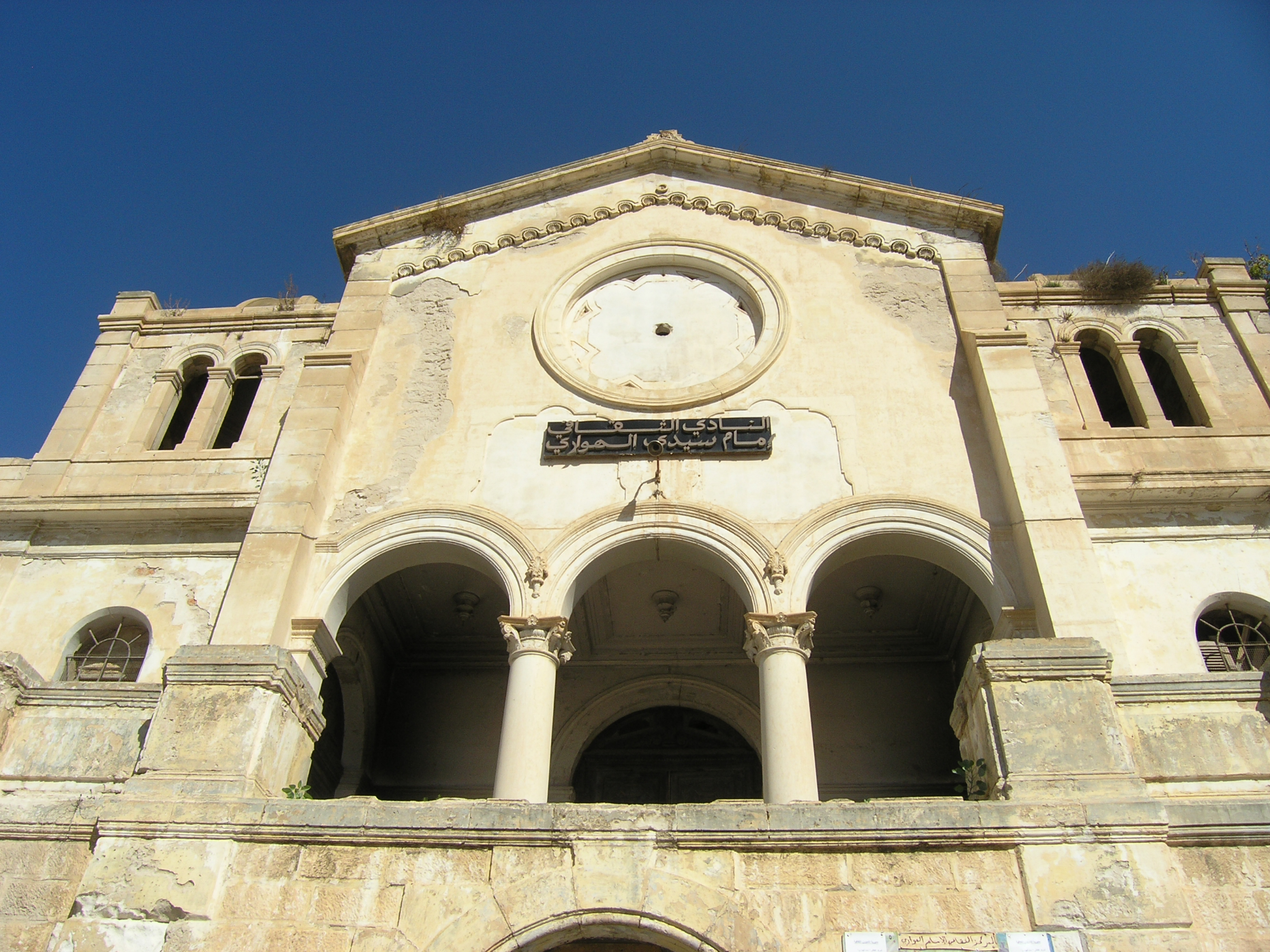
Façade principale de l'église